# Имст
Имст (на немски: Imst) е град в Западна Австрия. Разположен е в едноименния окръг Имст на провинция Тирол. Главен административен център на едноименния окръг Имст. Надморска височина 827 m. Първите сведения за града датират от 763 г. През 1898 г. получава статут на град. Отстои на 55 km западно от провинциалния център град Инсбрук. Население 9490 жители към 1 април 2009 г.